# Ząbkowice
Ząbkowice (Ząbkowice Będzińskie) – dzielnica Dąbrowy Górniczej (w granicach miasta od 1 lutego 1977), położona 8 km na północny wschód od centrum miasta, nad Trzebyczką, przy starym szlaku handlowym Olkusz-Siewierz. W latach 1962–1975 samodzielne miasto, od 1973 – siedziba gminy wiejskiej Ząbkowice.

## Rys historyczny
Miejscowość znana już w XV w. Wymienia ją Jan Długosz (Zombkowicze). Nazwa pochodzi od nazwy osobowej Ząbek. W 1581 w miejscowości było 6 łanów kmiecych, 2 zagrodników z rolą, 3 zagrodników bez roli, 1 komornik, 1 łan sołtysi. W połowie XVI w. zaczęło rozwijać się górnictwo, wypalano też wapno (ślady kopalni koło góry Bienia między Ząbkowicami a Tucznawą).
W 1847 otwarto stację kolejową na trasie Kolei Warszawsko-Wiedeńskiej.
Od początku swego istnienia Ząbkowice należały do parafii sławkowskiej, od połowy XV w. do parafii w Chruszczobrodzie. 10 września 1910 biskup kielecki Augustyn Łosiński powołał oficjalnie w Ząbkowicach parafię pod wezwaniem Zesłania Ducha Świętego. Z dniem 23 września 1985 ordynariusz diecezji częstochowskiej biskup dr Stanisław Nowak erygował parafię pod wezwaniem Świętej Marii Magdaleny na Bielowiznie.
Pod względem administracyjnym Ząbkowice należały najpierw do klucza (starostwa) sławkowskiego (do 1790), później do powiatu krakowskiego (1790–1795) i nowośląskiego powiatu siewierskiego (1795–1806), później, do 1940 (wraz z kolonią Starosiedle) do gminy olkusko-siewierskiej powiatu będzińskego, natomiast Antoniów i Bielowizna do gminy Wojkowice Kościelne. W latach 1940–1954 Ząbkowice były samodzielną gminą, w skład której wchodziły: Trzebiesławice, Tuliszów, Ujejsce i Wojkowice Kościelne. W 1954 utworzono gromadę Ząbkowice, która 1 stycznia 1956 uzyskała status samodzielnego osiedla typu miejskiego, a 25 sierpnia 1962 prawa miejskie. 30 czerwca 1963 rozporządzeniem Rady Ministrów z 22 maja 1963 wyłączono z granic miasta jezioro Pogoria wraz z otaczającymi terenami leśnymi o łącznej powierzchni 161,20 ha i włączono do miasta Dąbrowa Górnicza.

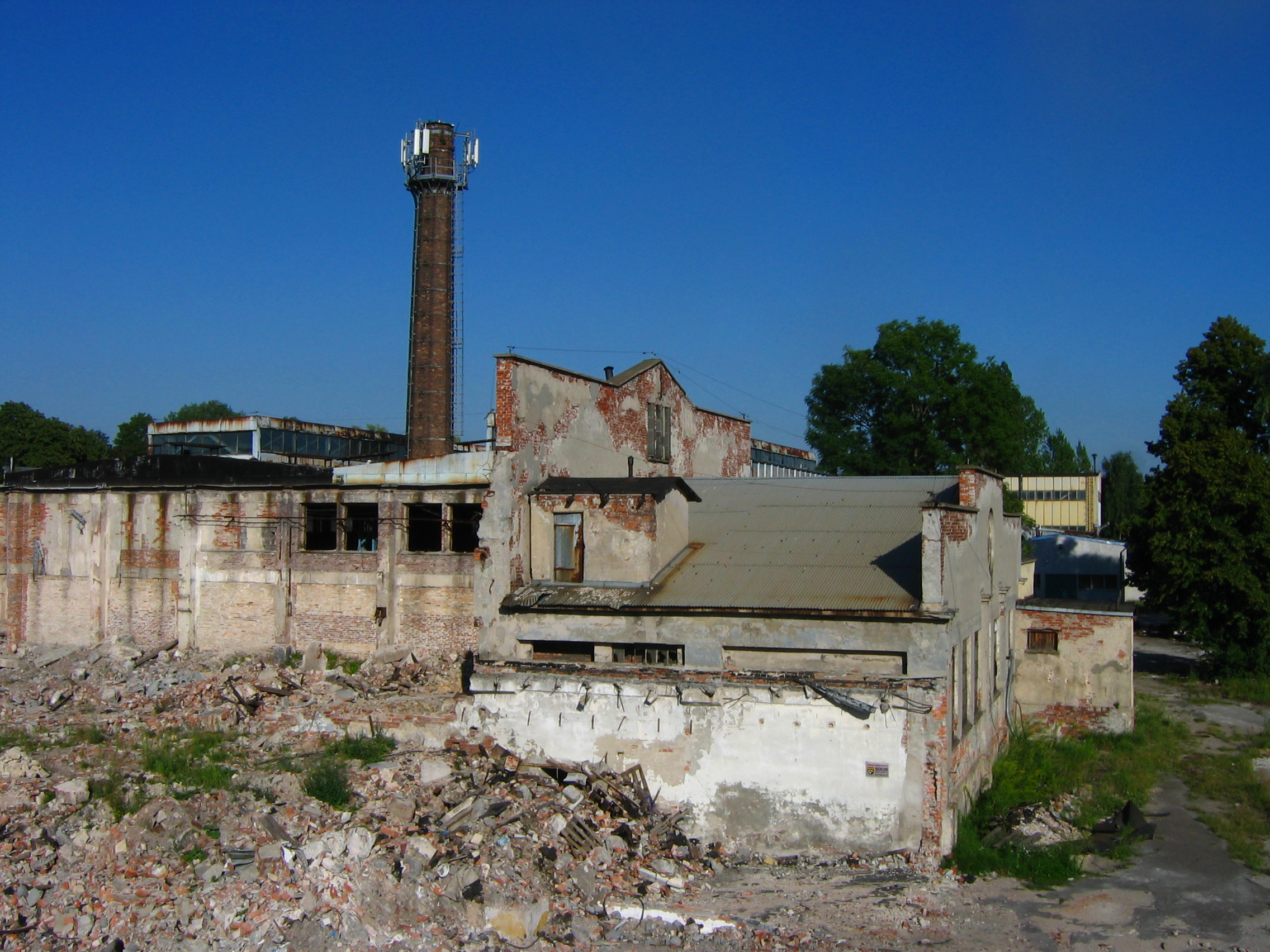
Ruiny Huty Szkła Artystycznego

Ząbkowice jako samodzielne miasto dobrze rozwijało się w oparciu o Hutę Szkła Okiennego, Hutę Szkła Gospodarczego, Zakłady Tworzyw Sztucznych „Erg” oraz węzeł kolejowy PKP. W tym okresie funkcjonowało Technikum Chemiczne, przystąpiono także do budowy Technikum Budowlanego. Powstał Dom Kultury i rozbudowano miejscowy klub Unia Ząbkowice.
Ze względu na przynależność do powiatu będzińskiego, Ząbkowice zaczęto nazywać potocznie Ząbkowicami Będzińskimi (stacja kolejowa o takiej nazwie) w odróżnieniu od Ząbkowic Śląskich.
27 maja 1975 do Ząbkowic włączono obszar gmin wiejskich: Ząbkowice, Wojkowice Kościelne oraz Łosień
1 lutego 1977 miasto Ząbkowice przyłączono do Dąbrowy Górniczej, oprócz Podwarpia, Trzebiesławic, Tuliszowa, Warężyna i Wojkowic Kościelnych, które włączono do gminy Siewierz. W rzeczywistości, w skład Dąbrowy Górniczej z obszaru miasta Ząbkowice weszły: Ząbkowice właściwe, ponadto Ujejsce (należące w latach 1973–75 do gminy Wojkowice Kościelne), Bugaj, Sikorka i Tucznawa (należące w latach 1973–75 do gminy Ząbkowice) oraz Błędów, Kuźniczka Nowa, Łazy, Łęka, Łosień, Okradzionów i Rudy (należące w latach 1973–75 do gminy Łosień). 1 stycznia 1993 także Trzebiesławice wyłączono z gminy Siewierz i włączono do  Dąbrowy Górniczej.

## Kalendarium
- 1559 – uruchomienie huty cynku
- XV-XVI w. – osadnictwo gwarków na prawie czynszowym w osadzie zwanej Stare Osiedle (obecnie Starosiedle)
- 1683 – „szlak królewski” (od Sławkowa przez Łosień) przemierza orszak króla Jana III Sobieskiego zmierzającego na Wiedeń
- XVII w. – hodowla owiec głównym zajęciem rodzin byłych gwarków po wyczerpaniu zasobów kopalnianych i przeniesieniu ich do Olkusza (odkrycie złóż srebra) (w pobliżu obecnych Zakładów Dolomitu, za Szkołą Podstawową nr 21 zachowały się pozostałości murów dawnej owczarni należącej do sąsiedniego dworu w Ujejscu)
- 1725 – budowa pieca hutniczego z polecenia ks. biskupa S. Szaniawskiego (do biskupów krakowskich tereny te należały od czasów biskupa Zbigniewa Oleśnickiego)
- XVIII w. – Ząbkowice wsią rolniczą zagubioną wśród lasów Puszczy Łosieńskiej
- 1789 – przejęcie Ząbkowic na Skarb Państwa (tzw. królewszczyzna)
- 1807 – włączenie Ząbkowic w granice Księstwa Warszawskiego
- 1815 – Ząbkowice w Królestwie Kongresowym w gminie olkusko-siewierskiej z siedzibą w Strzemieszycach
- 1827 – wieś rządowa w parafii Gołonóg; Ząbkowice liczą 40 domostw i 227 mieszkańców
- 1845 – rozpoczęcie budowy „kolei żelaznej warszawsko-wiedeńskiej”
- 1847, grudzień – przejazd pierwszego pociągu przez Ząbkowice
- 1863 – opanowanie historycznego „trójkąta granicznego” przez oddziały powstańcze Apolinarego Kurowskiego po stoczeniu zwycięskiej potyczki z Kozakami
- 1864 – zniesienie przez cara pańszczyzny
- 1869 – odkrycie złóż dolomitu przez znanego geologa, Adama Piwowara
- 1884 – powstanie pierwszej Fabryki Szkła w Ząbkowicach, której założycielem i pierwszym dyrektorem był Niemiec, Joseph Schreiber
- 1892 – otwarcie pierwszej szkoły przyzakładowej przy hucie szkła
- 1896 – powstanie kopalni dolomitu (Spółka Firmowa Zakładów Wapiennych „Eltes”)
- 1897 – pierwszy tartak drzewny w miejscu dzisiejszej rampy kolejowej
- 1898 – powstanie Zakładów Elektrochemicznych, założonych przez Spółkę Akcyjną „Elektryczność” z siedzibą w Warszawie
- 1902-06 – budowa kościoła parafialnego z inicjatywy ks. Franciszka Plenkiewicza; założenie cmentarza (1908)
- 1905 – wzniesienie budynku carskiej straży granicznej (zachowane mury)
- 1906 – powstanie 7-klasowej powszechnej szkoły publicznej (obecnie SP nr 21); założenie Koła Rolniczego
- 1907 – rozpoczęcie budowy szkoły – tzw. Kolejówki z udziałem funduszy Macierzy Polskiej; budowa z funduszy społecznych i zakładowych Domu Ludowego (potem kino „Uciecha”)
- 1911 – oddanie do użytku szkoły Macierzy Polskiej
- 1914 – zajęcie Ząbkowic przez wojska niemieckie

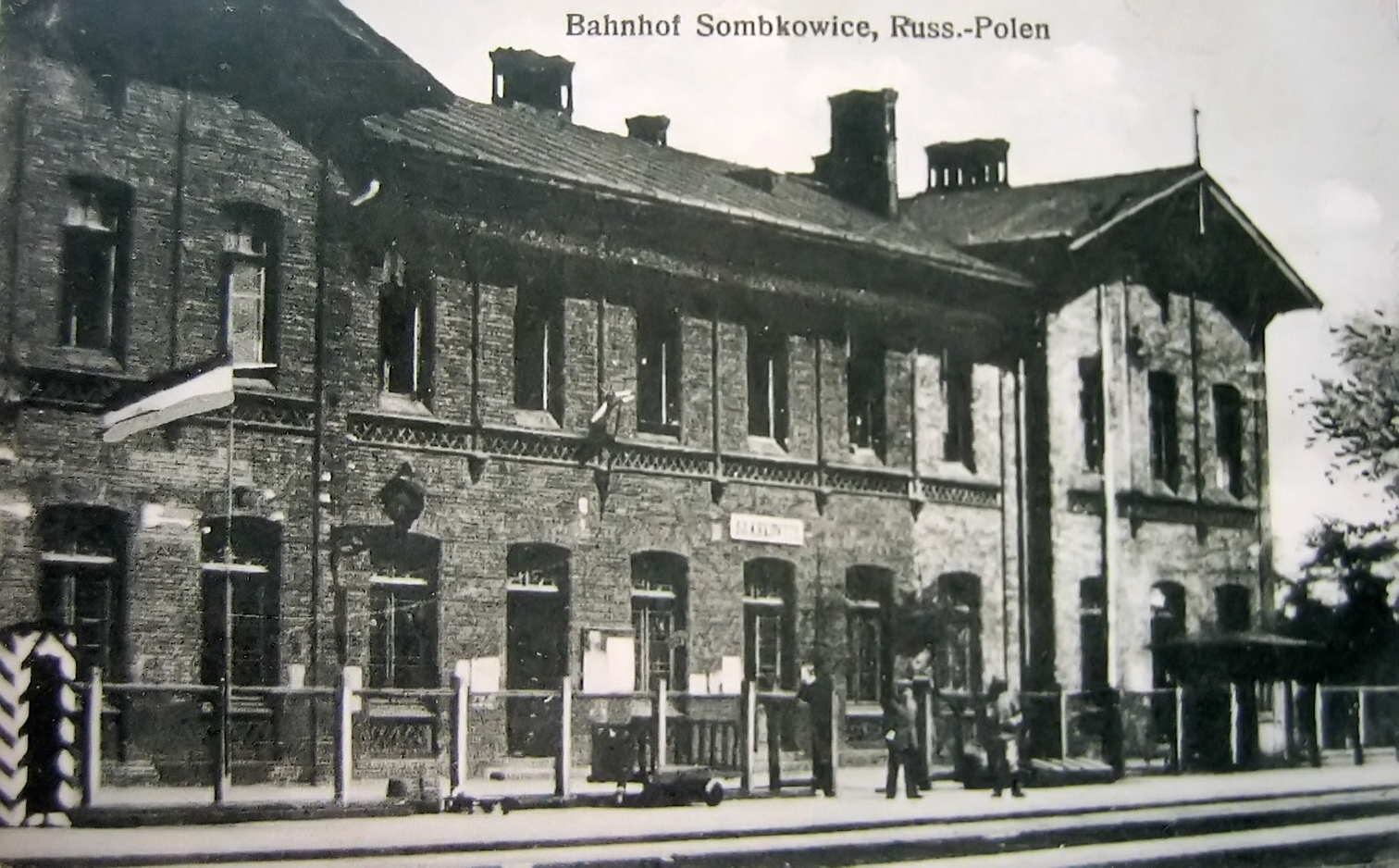
Dworzec w Ząbkowicach w latach I wojny światowej

- 1918 – odzyskanie niepodległości – zniesienie „trójkąta przygranicznego”
- 1921 – powstaje pierwsza bita droga na ulicy Gospodarczej
- 1924 – założenie 40 Zagłębiowskiej Drużyny Harcerskiej im. gen. J. Sowińskiego
- 1926 – pierwszy zorganizowany strajk w HSG, następnie w Zakładach Elektrochemicznych
- 1933 – budowa drogi bitej przez Bielowiznę do Ujejsca (odnalezienie monet z popiersiem Jana Sobieskiego)
- 1935 – założenie Koła gospodyń Wiejskich z przewodniczącą Sabiną Kierońską
- 1936 – powstanie Koła Gospodyń w Antoniowie
- 1939 – podjęcie budowy szkoły przy zbiegu ulic Gospodarczej i Szosowej (obecnie SP nr 21)
- 1940 – zdelegalizowanie placówki „Orła Białego”, egzekucja J. Pietrasa i J. Mizerkiewicza
- 1940 – utworzenie w czasie okupacji samodzielnej gminy Ząbkowice, obejmującej także: Trzebiesławice, Tuliszów, Ujejsce i Wojkowice Kościelne
- 1945 – pacyfikacja Ząbkowic, tragiczne przeżycia rodzin Starosiedla; 18 stycznia – wyzwolenie Ząbkowic spod okupacji hitlerowskiej
- 1951 – zakończenie budowy Szkoły Podstawowej nr 1 (obecnie nr 21) przy ul. Gospodarczej 1
- 1954 – zlikwidowanie gminy i utworzenie gromady Ząbkowice
- 1956, 1 stycznia – Ząbkowice otrzymują status osiedla typu miejskiego
- 1960 – zorganizowanie zajęć szkolnych w Zaocznym Technikum Chemicznym dla Pracujących przy Zakładach Elektrochemicznych
- 1962, 25 sierpnia – nadanie osiedlu Ząbkowice praw miejskich; zatwierdzenie herbu miasta; zorganizowanie Państwowej Średniej Szkoły Zawodowej z siedzibą w MDK
- 1963 – oddanie do użytku szkoły – Pomnika 1000-lecia Państwa Polskiego na Bielowiźnie (obecne Gimnazjum nr 9)
- 1966 – doprowadzenie sieci wodociągowej o długości 6 km
- 1968 – otwarcie ośrodka zdrowia wybudowanego w czynie społecznym
- 1971 – uruchomienie linii autobusowej WPK
- 1972 – budowa w czynie społecznym Ośrodka Sportowo-Wypoczynkowego nad Strugą
- 1973 – budowa w pobliżu Kombinatu Metalurgicznego Huta „Centrum" (potem „Katowice”); utworzenie gminy wiejskiej Ząbkowice z siedzibą w Ząbkowicach
- 1974 – oddanie do użytku stadionu sportowego KS „Unia”
- 1975, 27 maja – przyłączenie do Ząbkowic gmin wiejskich: Wojkowice Kościelne, Łosień i Ząbkowice – powiększenie obszaru miasta do 141,2 km² (jednak tylko do pocz. 1977)
- 1976 – otwarcie pawilonu handlowego „Centrum” (koło muszli koncertowej)
- 1977, 1 lutego – przyłączenie części miasta Ząbkowice do Dąbrowy Górniczej i włączenie dawnych sołectw: Podwarpie, Trzebiesławice, Tuliszów, Warężyn i Wojkowice Kościelne do gminy Siewierz
- 1977 – wybudowanie i oddanie do użytku Przedszkola Publicznego nr 22 na Bielowiźnie (po likwidacji przedszkola budynek nie został zagospodarowany)
- 1979 – adaptacja wybudowanego gmachu Miejskiej RN na ośrodek zdrowia i aptekę
- 1980 – rozpoczęcie budowy osiedla „Gdańskiego” (obecnie osiedle Młodych Hutników)
- 1985 – gazyfikacja osiedla Bielowizna (czyn społeczny)
- 1987 – otwarcie Przedszkola nr 33 (po zamknięciu Domu Opieki Społecznej)
- 1988 – adaptacja budynku na osiedlu Młodych Hutników na siedzibę Szkoły Podstawowej nr 31
- 1988, 23 września – wyodrębnienie parafii na Bielowiźnie
- 1992 – gazyfikacja ulic: Szosowej, Gospodarczej (w kierunku Tucznawy)
- 1999, wrzesień – w budynku zlikwidowanej Szkoły Podstawowej nr 22 powstaje Gimnazjum nr 9.

## Sport i edukacja
- Szkoły:
  - Szkoła Podstawowa nr 21
  - Szkoła Podstawowa nr 31
  - Gimnazjum nr 9
- Miejski Dom Kultury
- Miejska Biblioteka Publiczna, Filia nr 2
- Klub Sportowy Unia Ząbkowice

## Kościoły i związki wyznaniowe
- Kościół Rzymskokatolicki:
  - Parafia pw. Zesłania Ducha Świętego
  - Parafia św. Marii Magdaleny
- Świadkowie Jehowy (Sala Królestwa)[7]
- Kościół Zielonoświątkowy: Zbór Jordan[8]